# Georg Dude
Max Georg Dude (* 21. Februar 1886 in Gohlis bei Niederau; † 12. April 1946 in Bautzen) war ein deutscher Jurist, Amtshauptmann und Landrat.

## Leben und Wirken
Nach Schulbesuch und Studium der Rechtswissenschaften legte er am 7. Februar 1916 die juristische große Staatsprüfung ab. Er trat in den öffentlichen Dienst ein und wurde zum Regierungsrat ernannt. Als solcher war er in der Amtshauptmannschaft Pirna tätig.
Mit Wirkung vom 1. Juni 1933 wurde er zum Amtshauptmann in der Amtshauptmannschaft Löbau ernannt. 1936 wurde er als Amtshauptmann in die Amtshauptmannschaft Stollberg im sächsischen Erzgebirge versetzt. Er blieb dort, ab 1. Januar 1939 mit der neuen Amtsbezeichnung Landrat, bis zum Ende des Zweiten Weltkrieges. Er starb 1946 im Speziallager Bautzen.